# Sciaphila corymbosa
Sciaphila corymbosa là một loài thực vật có hoa trong họ Triuridaceae. Loài này được Benth. miêu tả khoa học đầu tiên năm 1855.